# Hellbilly Deluxe
A Hellbilly Deluxe Rob Zombie 1998-ban megjelent első szólóalbuma.

## Zene
Az album zeneileg leginkább az Industrial Metal stílusra hasonlít, sok benne az effekt, mint például a templomi harangszó a "Return of The Phantom Stranger"-ben, vagy a nagy elektronikai hatás a "The Ballad of Ressurection Joe and Rosa Whore" című számban, ám a Meet The Creeper inkább Heavy Metal-os beütésű.
A lemezen 13 felvétel található, ezek között azonban csak 9 komplett dal található. Az 1., 5., 11. és 13. felvétel nem teljes dal.

## Tartalma
1. „Call of The Zombie” (0:31)
2. „Superbeast” (3:40)
3. „Dragula” (3:42)
4. „Living Dead Girl” (3:24)
5. „Perversion 99” (1:43)
6. „Demonoid Phenomenon” (4:11)
7. „Spookshow Baby” (3:38)
8. „How To Make A Monster” (1:38)
9. „Meet The Creeper” (3:13)
10. „The Ballad of Ressurection Joe and Rosa Whore” (3:58)
11. „What Lurks On Chanell X?” (2:29)
12. „Return of The Phatnom Stranger” (4:12)
13. „The Beginning of The End” (1:52)

## Kislemezek
- Dragula (1998)
- Living Dead Girl (1998)
- Superbeast (1999)

## Videóklipek
- Dragula (1998)
- Living Dead Girl (1998)
- Superbeast (1999)

## Közreműködők
- Rob Zombie: ének, szöveg
- Mike Riggs: gitár
- Rob Nickolson: basszusgitár
- John Tempesta: dob